# Макэлхинни, Иэн
И́ан Ма́кэлхинни (англ. Ian McElhinney, 19 августа 1948, Белфаст, Северная Ирландия, Великобритания) — британский актёр. Наиболее известен по роли Барристана Селми в телесериале HBO «Игра престолов».

## Биография
Макэлхинни родился в Белфасте в семье священника Церкви Ирландии (англиканской церкви) и учителя. Он изучал международные отношения в Университете Брандейса в Уолтеме, штат Массачусетс. Некоторое время он работал учителем в гимназии Гул, которая сейчас называется Академией Гул, в Йоркшире, Англия, прежде чем стал актером. Он начал профессионально заниматься актерской карьерой в возрасте 30 лет, сыграв Билла Сайкса в театральной постановке мюзикла «Оливер!».

## Личная жизнь
Макэлхинни женат на актрисе и драматурге Мэри Джонс. У них есть трое сыновей.
Вместе с женой Макэлхинни основал собственную компанию Rathmore Productions Ltd.

## Избранная фильмография
| Год       | Русское название                         | Оригинальное название                      | Роль                     | Примечания |
| --------- | ---------------------------------------- | ------------------------------------------ | ------------------------ | --- |
| 1982      | Ангел                                    | Angel                                      | жених                    | |
| 1984      | Энн Девлин                               | Anne Devlin                                | майор Сирр               | |
| 1985      | Лэм                                      | Lamb                                       | Магуайр                  | |
| 1986      | Бригада бульдозеров                      | The End of the World Man                   | архитектор               | |
| 1987      | Отходная молитва                         | A Prayer for the Dying                     | Лоджер                   | |
| 1989      | Рифер и модель                           | Reefer and the Model                       | Рифер                    | |
| 1990      | За завесой секретности                   | Hidden Agenda                              | Джек Каннингэм           | |
| 1990      | Превратности судьбы                      | Fools of Fortune                           | незнакомец               | |
| 1992      | Комедианты                               | The Playboys                               | Джо Кэссиди              | |
| 1992      | Чисто английское убийство                | The Bill                                   | Микки Флетчер            | Эпизод: «Trial and Error» |
| 1992      | Сценарий                                 | Screenplay                                 | Реджи Девайн             | Эпизод: «You, Me & Marley» |
| 1993      | Донор                                    | Spender                                    | Флинн                    | Эпизод: «Bad Company» |
| 1993      | Лавджой                                  | Lovejoy                                    | Киаран Стоу              | Эпизод: «Ducking and Diving» |
| 1993      | Женское руководство по неверности        | A Woman's Guide to Adultery                | Мартин                   | 1 эпизод |
| 1993      | Таггерт                                  | Taggart                                    | Арчи Рэй / Шон О’Доннелл | Эпизоды: «Death Without Dishonour» / «Cause and Effect» |
| 1994      | Слепое правосудие                        | Blind Justice                              | отец Мэлоун              | |
| 1995      | Жизнь после жизни                        | Life After Life                            | губернатор               | ТВ фильм |
| 1996      | Маленькие личики                         | Small Faces                                | дядя Эндрю               | |
| 1996      | Майкл Коллинз                            | Michael Collins                            | детектив из Белфаста     | |
| 1996      | Гамлет                                   | Hamlet                                     | Барнардо                 | |
| 1997      | Это море                                 | This Is the Sea                            | Да Стокс                 | |
| 1997      | Боксёр                                   | The Boxer                                  | Реджи Белл               | |
| 1998      | Разведённый Джек                         | Divorcing Jack                             | Альфи Стюарт             | |
| 1998      | Мичман Хорнблауэр: Экзамен на лейтенанта | Hornblower: The Examination for Lieutenant | капитан Хаммонд          | ТВ фильм |
| 1999      | Дюранго                                  | Durango                                    | Вестор Маккарти          | ТВ фильм |
| 1999      | Близкие друзья                           | Queer as Folk                              | Клайв Джонс              | 2 эпизода |
| 2000      | Парень из Борстальской тюрьмы            | Borstal Boy                                | Веррекер                 | |
| 2001      | Лейтенант Хорнблауэр: Возмездие          | Hornblower: Retribution                    | капитан Хаммонд          | ТВ фильм |
| 2003      | Закон Мёрфи                              | Murphy's Law                               | Фултон                   | Эпизод: «Manic Munday» |
| 2003      | Капитан Хорнблауэр: Верность             | Hornblower: Loyalty                        | капитан Хаммонд          | ТВ фильм |
| 2003      | Холби Сити                               | Holby City                                 | Брайан Чапман            | Эпизод: «For Better, for Worse» |
| 2003      | Холодные ступни                          | Cold Feet                                  | Билл Уильямс             | Сезон 5 |
| 2003      | Врачи                                    | Doctors                                    | Говард Бракли            | Эпизод: «Faking the Dead» |
| 2003      | Клиника                                  | The Clinic                                 | Джозеф Макгерри          | 5 эпизодов |
| 2004      | Ома                                      | Omagh                                      | Стенли МакКомб           | ТВ фильм |
| 2006      | Линия фронта                             | The Front Line                             | Мики                     | |
| 2007      | Тюдоры                                   | The Tudors                                 | папа Климент VII         | Эпизод: «Message to the Emperor» |
| 2007      | Катастрофа                               | Casualty                                   | Роберт Финч              | Эпизод: «Communion» |
| 2007      | Замыкая круг                             | Closing the Ring                           | Катал Томас              | |
| 2007      | В одиночку                               | Single-Handed                              | Герри Дрисколл           | Эпизоды: «Home Part 1 & 2» и «Stolen Child Part 1 & 2» |
| 2008      | Глина                                    | Clay                                       | отец О’Махони            | ТВ фильм |
| 2008      | Город Эмбер: Побег                       | City of Ember                              | строитель                | |
| 2008      | Крошка Доррит                            | Little Dorrit                              | мистер Кленнам           | 2 эпизода |
| 2009      | Сияние радуги                            | A Shine of Rainbows                        | отец Дойл                | |
| 2009      | Лебединая песня                          | Swansong: Story of Occi Byrne              | Скип                     | |
| 2009      | Сортировка                               | Triage                                     | Иван                     | |
| 2010      | Новые трюки                              | New Tricks                                 | Финтан Макэнти           | Эпизод: «Coming Out Ball» |
| 2010      |                                          | An Old Fashioned Christmas                 | Шон Бассетт              | ТВ фильм |
| 2010      | Как выйти замуж за 3 дня                 | Leap Year                                  | священник                | |
| 2011      | Море                                     | The Sea                                    | Альфред Блунден          | |
| 2012      | «Титаник»: Кровь и сталь                 | Titanic: Blood and Steel                   | сэр Генри Карлтон        | телесериал |
| 2011–2015 | Игра престолов                           | Game of Thrones                            | сир Барристан Селми      | Сезон 1 (6 эпизодов): «Лорд Сноу», «Калеки, бастарды и сломанные вещи», «Волк и Лев», «Золотая корона», «Ты побеждаешь или умираешь» и «Острый конец»; Сезон 3 (8 эпизодов): «Валар Дохаэрис», «Стезя страданий», «Теперь его дозор окончен», «Поцелованная огнём», «Медведь и прекрасная дева», «Младшие Сыны», «Рейны из Кастамере» и «Мать»; Сезон 4 (7 эпизодов): «Два меча», «Разрушительница оков», «Именуемый первым», «Законы богов и людей», «Гора и Змей» и «Дети»; Сезон 5 (4 эпизода): «Грядущие войны», «Чёрно-Белый Дом», «Сыны Гарпии» и «Убей мальчишку». |
| 2013–2014 | Улица потрошителя                        | Ripper Street                              | Теодор П. Свифт          | 4 эпизода |
| 2013      | Падение                                  | The Fall                                   | Морган Монро             | Эпизоды: «My Adventurous Song», «The Vast Abyss», «Insolence & Wine», «These Troublesome Disguises» и «Darkness Visible» |
| 2016      |                                          | The Truth Commissioner                     | Джеймс Фентон            | |
| 2016      |                                          | Landgericht                                | Уильям                   | телефильм |
| 2016      | Восстание                                | Rebellion                                  | Эдвард Батлер            | 5 эпизодов |
| 2016      |                                          | The Journey                                | Рори Макбрайд            | |
| 2016      |                                          | Sacrifice                                  | Макки                    | |
| 2018      | Криптон                                  | Krypton                                    | Вал-Эл                   | |